# Govone
Govone ist eine italienische Gemeinde in der Provinz Cuneo (CN), Region Piemont.

## Lage und Einwohner
Govone liegt knapp 80 km nordöstlich von der Provinzhauptstadt Cuneo entfernt in der Weinregion Roero. Teile der Rebflächen sind im Wein gleichen Namens zugelassen. Der Ort liegt auf einer Höhe von 301 m über dem Meeresspiegel unweit des Tanaro. Das Gemeindegebiet umfasst eine Fläche von 18,91 km² und hat 2235 Einwohner (Stand 31. Dezember 2023). Govone grenzt an drei Seiten an die Provinz Asti. Zur Gemeinde zählen auch die Fraktionen (Frazioni) Canove, Craviano, Montaldo, San Pietro und Trinità.
Die Nachbargemeinden sind Castagnole delle Lanze, Costigliole d’Asti, Magliano Alfieri, Priocca, San Damiano d’Asti und San Martino Alfieri.

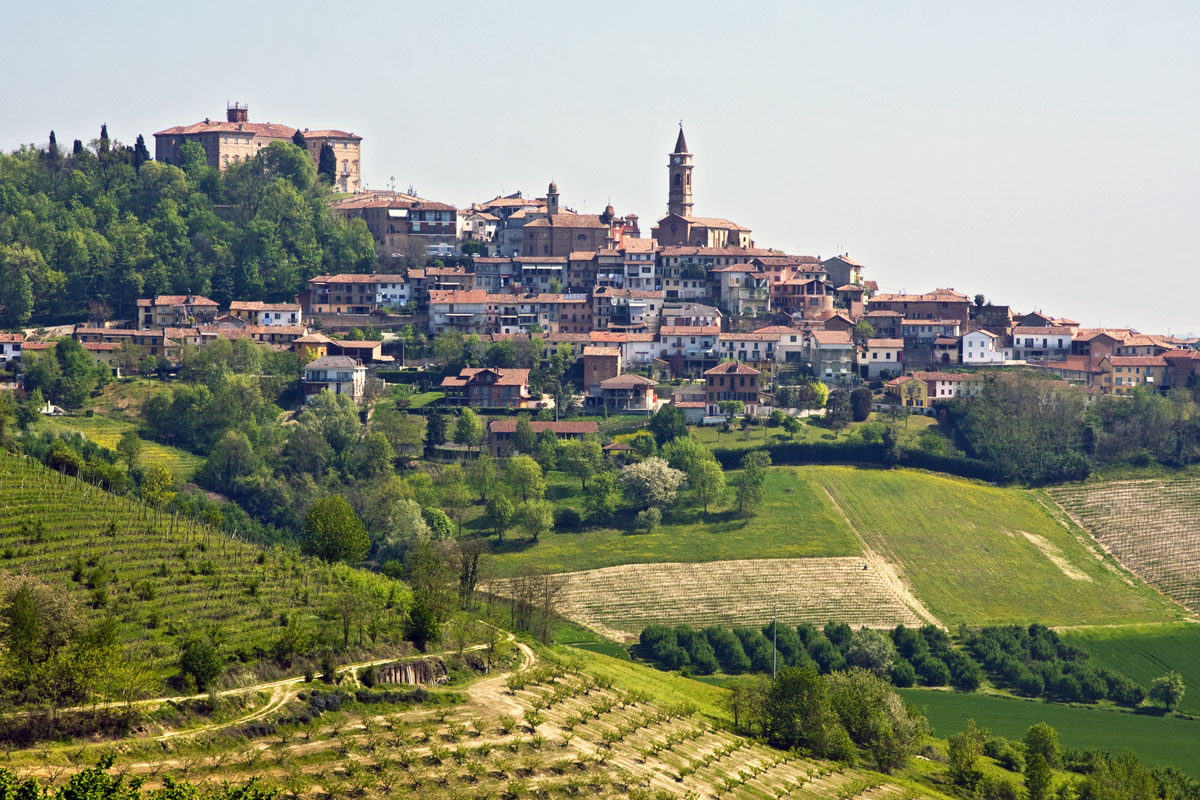
Panorama

## Geschichte

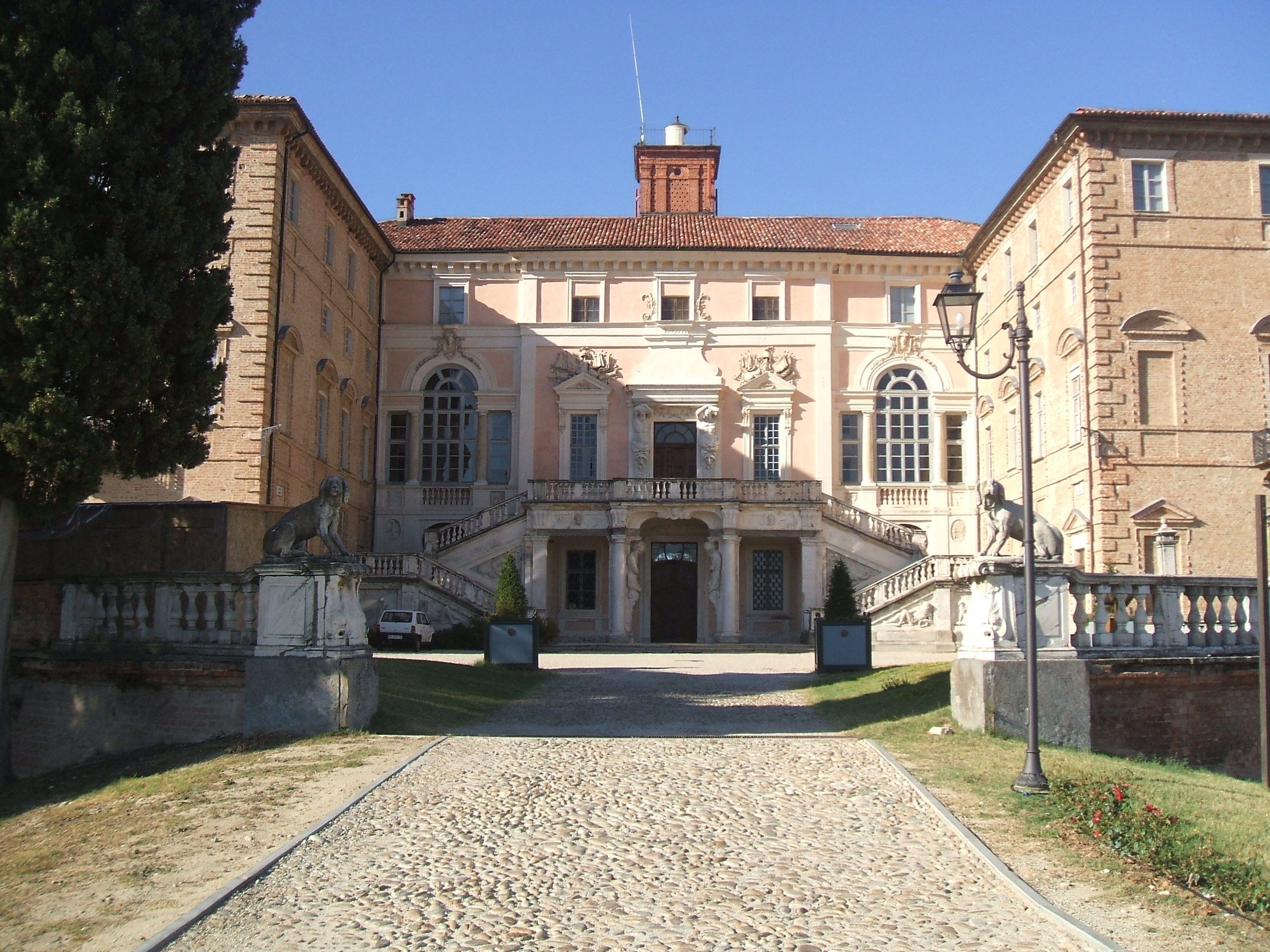
Das Schloss von Govone

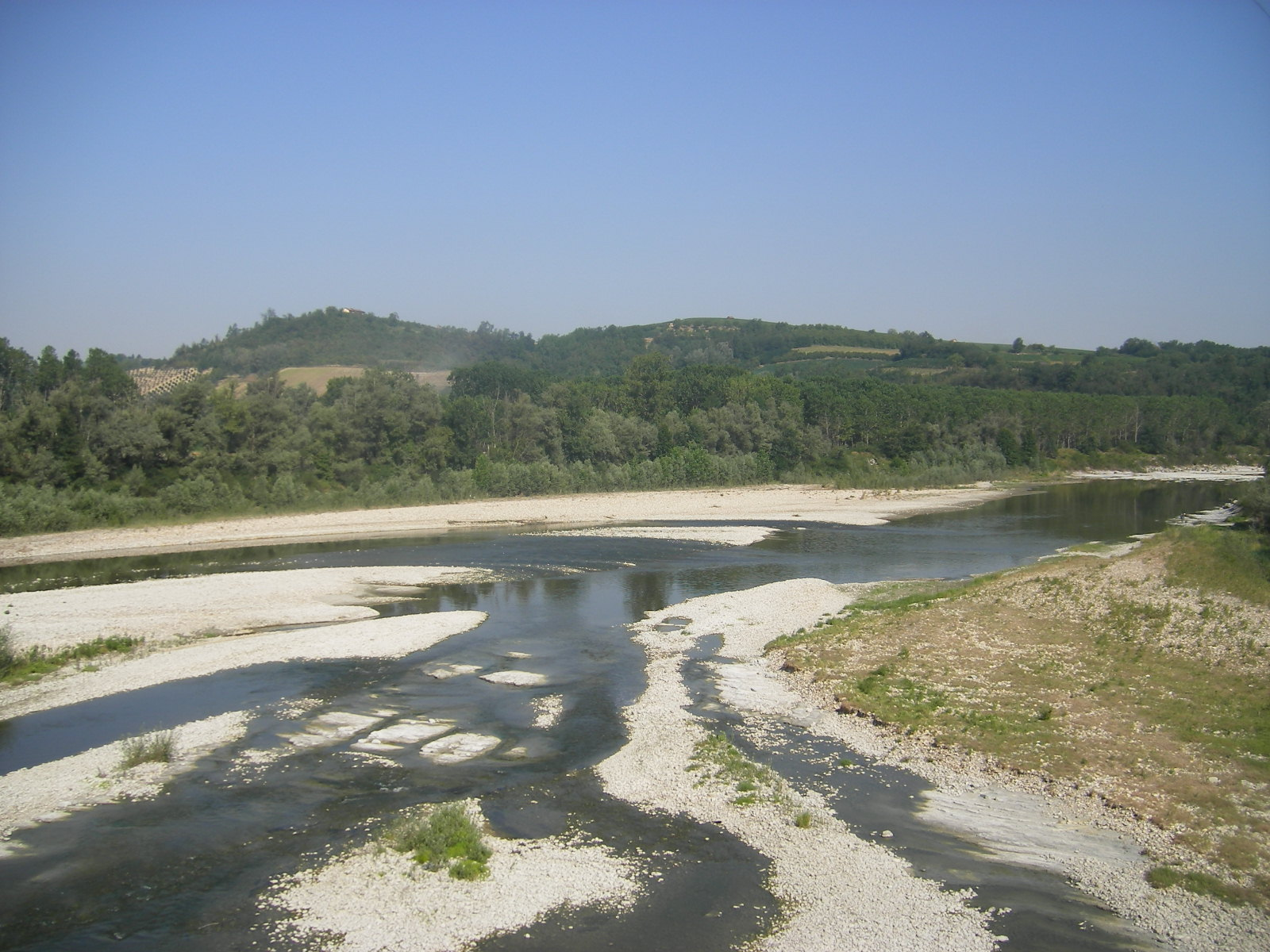
Der Tanaro bei Govone

Die ersten Zeugnisse über die Ursprünge des Dorfes stammen aus der Römerzeit, die erste sichere Erwähnung der „Villa Govoni“ stammt aus dem Jahr 861. doch seine Bedeutung erlangte es erst nach dem Jahr 1000, als seine Burg zu einer der Hauptburgen der Kirche von Asti wurde und den Kastellanen „de Govono“ anvertraut wurde.
Zu Beginn des 12. Jahrhunderts gelangte das Lehen in den Besitz von Rodolfo di Govone, während Govone zu Beginn des 13. Jahrhunderts in die Kämpfe der Kastellane von Astisio gegen Asti verwickelt war. Im Jahr 1237 erschienen zusammen mit dem Bischof von Asti, der seine Besitztümer erweiterte, die „de Govono“, die „Pallidi“ und die „Solaro“ unter den Mitunterzeichnern, die laut einer Investitur im Jahr 1349 schließlich fast alle besaßen das Lehen, das sie jahrhundertelang behalten werden.
Im Jahr 1682 wurden einer Lieferung zufolge 1700 Tage Feudalland den Savoyern zuerkannt. Als 1792 der letzte der Solaros, Vittorio Amedeo Ludovico, ohne Nachkommen starb, wurde das Lehen mit den annektierten Besitztümern dem königlichen Erbe geschenkt. 1897 wurde das Schloss von der Gemeinde gekauft.

## Sehenswürdigkeiten
- Das Schloss von Govone, ein Märchenschloss von Guarino Guarini aus dem 17. Jahrhundert.[4]
- Die Pfarrkirche San Secondo im romanisch-gotischen Stil, die im 18. Jahrhundert erweitert und verschönert wurde
- Die Heilig-Geist-Kirche, 1767 im Barockstil umgebaut.
- Die Kirche San Giovanni Decollato, Heimat der Misericordia-Bruderschaft.
- Die barocke Kirche Santissima Annunziata in Canove.
- Die Pfarrkirche San Pietro, die auf den Ruinen einer früheren Kirche errichtet wurde.